# Kolbäcksån
Kolbäcksån är en å i Bergslagen. Ån har fått sitt namn av att den i sitt nedre lopp rinner genom Kolbäck, alternativt efter Kolbäcken (numera ofta kallad Oxelbybäcken) som här rinner ut i ån. Tidigare namn är Ramnäsströmmen, eller vid Strömsholm enbart Strömmen.
Kolbäcksån är 199 km lång (inklusive källflöden) och rinner från Dalarna, genom Västmanland, till mälarfjärden Galten. Ån rinner bland annat genom sjöarna Väsman, Barken och Åmänningen. Avrinningsområdet är 3118 km² och medelvattenföringen 27 m³/s vid mynningen, vilket gör den till Mälarens näst största tillflöde. Kolbäcksån tillhör Norrströms huvudavrinningsområde.
De många fallen utefter Kolbäcksån fick tidigt betydelse för industrin. Exempelvis vid Semlaområdet, Fagersta, Västanfors, Ramnäs, Surahammar och Hallstahammar kom järnbruk att etableras. Strömsholms kanal följer ån och dess sjökedja i 100 km.
Den hotade och rödlistade fiskarten asp leker i de nedre delarna av ån.

## Referenser

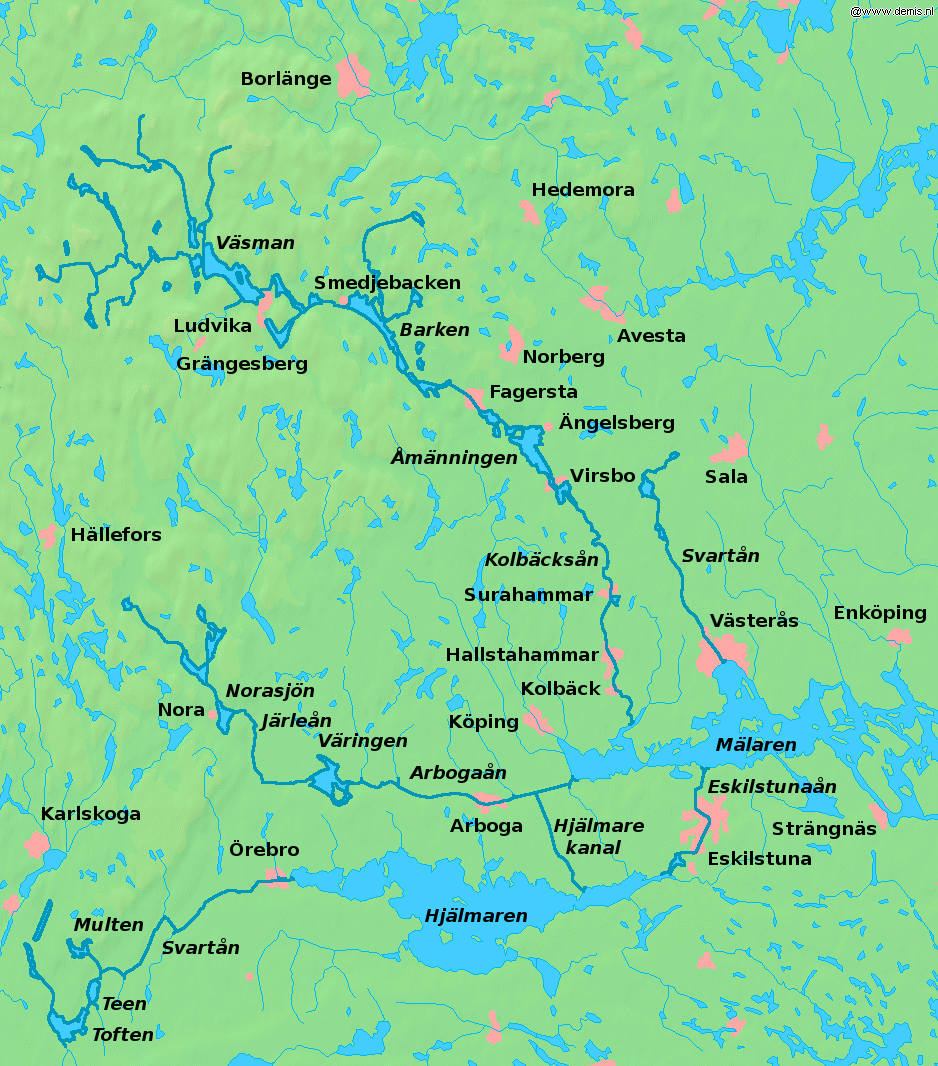
Kolbäcksån rinner från sjön Väsman vid Ludvika mot Kolbäck och Mälaren. Flera av Bergslagens bruksorter ligger längs det mäktiga vattendraget och har utnyttjat dess vattenkraft.